# Třída El Fateh
Třída El Fateh je třída stealth korvet stavěná pro egyptské námořnictvo. Jedná se o variantu Gowind 2500, patřící do francouzské rodiny válečných lodí třídy Gowind. Celkem byly objednány čtyři korvety této třídy s opcí na další dvě. První je stavěna ve Francii a ostatní postaví domácí loděnice v Alexandrii. Všechny čtyři korvety mají být Egyptu dodány do roku 2019.

## Stavba
V červnu 2014 získala francouzská loděnice DCNS zakázku v hodnotě jedné miliardy Euro na stavbu čtyř korvet typu Gowind 2500 s opcí na další dvě. Naopak neuspěly projekty loděnic ThyssenKrupp Marine Systems (MEKO) a Damen Group (třída Sigma). Zatímco prototypovou korvetu El Fateh staví loděnice DCNS v Lorientu, zbylé tři postaví egyptská loděnice v Alexandrii (součástí kontraktu je technologický transfer). První slavnostní řezání oceli pro korvetu El Fateh proběhlo 16. dubna 2015. Plavidlo bylo na vodu spuštěno 17. září 2016, přičemž do služby má být zařazeno v roce 2017. Stavba druhé jednotky v Alexandrii začala v dubnu 2016. Prototypová jednotka v březnu 2017 úspěšně prošla námořními zkouškami.
Jednotky třídy El Fateh:
| Jméno             | Zahájení stavby | Spuštěna        | Vstup do služby | Status                            |
| ----------------- | --------------- | --------------- | --------------- | --------------------------------- |
| El Fateh (971)    | 16. dubna 2015  | 17. září 2016   | 22. září 2017   | aktivní                           |
| Port Said (976)   | duben 2016      | 7. září 2018    | 6. ledna 2021   | aktivní                           |
| Al Moez (981)     | 2017            | 12. května 2019 | 31. října 2021  | aktivní                           |
| Al Ismailia (986) |                 | 14. května 2020 | 22. září 2022   | původní název jako Luxor, aktivní |

## Konstrukce
Plavidla jsou vybavena bojovým řídícím systémem SETIS, 3D přehledovým radarem Thales SMART-S Mk.2, trupovým sonarem Kingklip, sonarem s měnitelnou hloubkou ponoru CAPTAS-2, vrhači klamných cílů Lacroix Sylena a systémy elektronického boje Thales Vigile 200 a Thales Altesse.
Hlavňovou výzbroj tvoří jeden 76mm kanón OTO Melara Super Rapid na přídi, dva 20mm kanóny v dálkově ovládaných zbraňových stanicích Nexter Narwhal, dále dva čtyřnásobné vypouštěcí kontejnery pro protilodní střely MM.40 Exocet Block 3, dvě osminásobná vertikální vypouštěcí sila Sylver pro protiletadlové řízené střely MBDA VL MICA a dva trojhlavňové 324mm protiponorkové torpédomety, pro které jsou nesena torpéda MU90 Impact.
Neseny jsou dva rychlé čluny RHIB. Na zádi je přistávací plocha a hangár pro vrtulník SH-2G Super Seasprite. Pohonný systém tvoří dva diesely a dva elektromotory. Maximální rychlost dosahuje 25 uzlů. Dosah je 3700 námořních mil při 15 uzlech.